# Анатолије Цариградски
Свети Анатолије је био цариградски патријарх у периоду од 449. до 458. године. Први је поглавар цариградске цркве који је носио титулу патријарха цариградског.
Анатолиј је рођен у другој половини 4. века на дан Божића у граду Александрија.
Био је учаник Светог патријарха Кирила Александријског који га је лично рукоприложио у чин ђакона. Учествовао у Трећем васељенском сабору 431. године у граду Ефесу где је осуђено несторијанство.
Непуне двије деценије касније је Кирилов наследник патријарх Диоскор на Другом ефешком сабору 449. године организовао свргавање свог супарника, архиепископа цариградског Флавијана. На његово место изабран је Анатолије. Међутим, недуго затим Анатолије је дошао у сукоб са Диоскором због његовог монофизитског учења. Учествовао је и на Халкедонском сабору 451. године где је осуђен монофизитизам као јерес и патријарх Дискор свргнут.
Цариградски патријарх Анатолије је снажно допринео изградњи нових православних храмова, и организовао пренос моштију светих мученика у Цариград. Дао је значајан допринос очувању православног учења црве и борби против јереси.
Забележено је да је 7. фебруара 457. године као први архиепископ Цариграда, односно тада већ патријарх крунаисао цара Лава I.
Анатолију се такође приписује увођење певања химни у литургију.
Цариградски патријарх Анатолиј је умро 3. јула 458. године у Цариграду.
Православна црква прославља Светог Анатолија 3. јула по јулијанском календару.